# Lijst van onderscheidingen van Benito Mussolini
Benito Mussolini (1883-1945) bezat de volgende onderscheidingen.
| Rang                            | Orde                                                                       | Land                         | Datum                         |
| ------------------------------- | -------------------------------------------------------------------------- | ---------------------------- | ----------------------------- |
| Ridder                          | Orde van de Aankondiging                                                   | Koninkrijk Italië            | 1924                          |
| Ridder                          | Orde van Sint-Mauritius en Sint-Lazarus                                    | Koninkrijk Italië            | 1924                          |
| Ridder                          | Orde van de Italiaanse Kroon                                               | Koninkrijk Italië            | 1924                          |
| Ridder Grootkruis               | Militaire Orde van Savoye                                                  | Koninkrijk Italië            | 7 mei 1936                    |
| Grootkruis                      | Orde van de Romeinse Adelaar                                               | Italiaanse Sociale Republiek | 2 maart 1944                  |
| Ridder                          | Orde van de Romeinse Adelaar                                               | Italiaanse Sociale Republiek |                               |
| Ridder                          | Koloniale Orde van de Ster van Italië                                      | Koninkrijk Italië            |                               |
| Grootkruis                      | Orde van de Patroonheiligen van Italië                                     | Italiaanse Sociale Republiek | 11 februari 1945              |
| Ridder Grootkruis               | Militaire Orde van Italië                                                  | Koninkrijk Italië            | 7 mei 1936                    |
|                                 | Kruis voor Moed in Oorlog                                                  | Koninkrijk Italië            |                               |
|                                 | Herinneringsmedaille van de Italiaanse-Oostenrijkse Oorlog 1915-1918       | Koninkrijk Italië            |                               |
|                                 | Overwinningsmedaille                                                       | Koninkrijk Italië            |                               |
|                                 | Herinneringsmedaille van de Eenheid van Italië                             | Koninkrijk Italië            |                               |
|                                 | Herinneringsmedaille van de Mars naar Rome                                 | Koninkrijk Italië            |                               |
|                                 | Kruis van lange dienst in de Vrijwillige Militie voor Nationale Veiligheid | Koninkrijk Italië            |                               |
| Grootkruis                      | Orde van het Zuiderkruis                                                   | Brazilië                     | 12 januari 1934               |
|                                 | Orde van Sint-Cyrillus en Sint-Methodius                                   | Koninkrijk Bulgarije         |                               |
| Ridder                          | Orde van de Olifant                                                        | Denemarken                   |                               |
| Grootkruis                      | Orde van het Zegel van Salomo                                              | Ethiopië                     |                               |
|                                 | Orde van de Quetzal                                                        | Guatemala                    | 1936                          |
|                                 | Chrysanthemumorde                                                          | Japan                        |                               |
| Grootkruis                      | Militaire Orde van Lačplēsis                                               | Letland                      | 29 april 1925                 |
| Gouden Grootkruis met Diamanten | Orde van Verdienste van de Duitse Adelaar                                  | Nazi-Duitsland               | 25 september 1937             |
| Grootkruis                      | Ereteken van het Duitse Rode Kruis                                         | Nazi-Duitsland               | 1934                          |
|                                 | Gezamenlijke Piloot-Observatiebadge in Goud met Diamanten voor mannen      | Nazi-Duitsland               | April 1937 - 28 november 1937 |
| Grootkruis                      | Orde van de Kroon van Roemenië                                             | Roemenië                     |                               |
| Keten                           | Orde van Karel III                                                         | Spanje                       | 25 februari 1924              |
| Ordeketen                       | Orde van de Kruis en Pijlen                                                | Spanje                       | 1 oktober 1937                |
| Grootkruis                      | Orde van het Heilig Graf van Jeruzalem                                     | Vaticaanstad                 | 2 april 1923                  |
| Ridder Grootkruis               | Orde van Pius                                                              | Vaticaanstad                 |                               |
| Ridder                          | Orde van de Gulden Spoor                                                   | Vaticaanstad                 |                               |
| Lid - Ridder Commandeur         | Orde van het Bad                                                           | Verenigd Koninkrijk          | juni 1923; ingetrokken: 1940  |
| Ridder                          | Orde van de Serafijnen                                                     | Koninkrijk Zweden            | 12 april 1930                 |
| Ie Klasse met de Keten          | Orde van de Witte Leeuw                                                    | Tsjecho-Slowakije            | 20 juli 1926                  |
| Grootkruis                      | Orde van de Toren en het Zwaard                                            | Portugal                     | 19 april 1929                 |
| VR III/1                        | Orde van het Vrijheidskruis                                                | Estland                      | 29 april 1925                 |
| Doctor honoris causa            | Universiteit van Lausanne                                                  | Zwitserland                  | 1937                          |